# Linares Club de Fútbol
Maillots
Le Linares Club de Fútbol était un club de football espagnol basé à Linares, en Andalousie. Le club est créé en 1960 et dissout en 1990. Le CD Linares prend alors la suite du Linares CF.

## Histoire
Le club évolue pendant 5 saisons en Segunda División (deuxième division) : lors de la saison 1973-1974, puis de 1980 à 1984. Il obtient son meilleur classement en deuxième division lors de la saison 1980-1981, où il se classe 12e du championnat, avec 13 victoires, 10 matchs nuls et 15 défaites.
En Coupe d'Espagne, Linares réalise sa meilleure performance en 1984, atteignant les huitièmes de finale de cette compétition. Le club est alors battu par l'équipe de Las Palmas.

## Saisons
| Saison    | Division             | Place | Copa del Rey  |
| --------- | -------------------- | ----- | ------------- |
| 1960-1964 | Divisions régionales | —     | -             |
| 1964-1965 | Primera Andaluza     | —     | -             |
| 1965-1966 | Tercera División     | 11e   | -             |
| 1966-1967 | Tercera División     | 7e    | -             |
| 1967-1968 | Tercera División     | 5e    | -             |
| 1968-1969 | Tercera División     | 11e   | -             |
| 1969-1970 | Tercera División     | 10e   | -             |
| 1970-1971 | Primera Andaluza     | —     | -             |
| 1971-1972 | Tercera División     | 16e   | 1er tour      |
| 1972-1973 | Tercera División     | 1er   | 3e tour       |
| 1973-1974 | Segunda División     | 20e   | 3e tour       |
| 1974-1975 | Tercera División     | 3e    | 1er tour      |
| 1975-1976 | Tercera División     | 4e    | 2e tour       |
| 1976-1977 | Tercera División     | 4e    | 2e tour       |
| 1977-1978 | Segunda División B   | 14e   | 3e tour       |
| 1978-1979 | Segunda División B   | 9e    | 1er tour      |
| 1979-1980 | Segunda División B   | 1er   | 2e tour       |
| 1980-1981 | Segunda División     | 12e   | 2e tour       |
| 1981-1982 | Segunda División     | 15e   | 3e tour       |
| 1982-1983 | Segunda División     | 14e   | 3e tour       |
| 1983-1984 | Segunda División     | 17e   | 8e de finale  |
| 1984-1985 | Segunda División B   | 9e    | 3e tour       |
| 1985-1986 | Segunda División B   | 14e   | 1er tour      |
| 1986-1987 | Tercera División     | 1er   | -             |
| 1987-1988 | Segunda División B   | 6e    | 16e de finale |
| 1988-1989 | Segunda División B   | 3e    | 1er tour      |
| 1989-1990 | Segunda División B   | 7e    | -             |

- 5 saisons en Segunda División (D2)
- 18 saisons en Tercera División puis Segunda División B (D3)[1]
- 3 saisons en Primera Andaluza puis Tercera División (D4)[1]
- 4 saisons dans les Divisions régionales d'Andalousie (D5 et divisions inférieures)